# FK Chaskowo 2009
FK Chaskowo 2009 (bułg. Футболен клуб Хасково 2009) – bułgarski klub piłkarski z siedzibą w mieście Chaskowo.

## Historia
Chronologia nazw:
- 1957—1972: Dimityr Kanew Chaskowo (bułg. ДФС "Димитър Канев" Хасково)
- 1972—1985: DFS Chaskowo (bułg. ДФС "Хасково" Хасково)
- 1985—2009: FK Chaskowo (bułg. ФК "Хасково")
- 2009—2012: PFK Chaskowo (bułg. ПФК "Хасково" )
- 2012—...: FK Chaskowo 2009 (bułg. ФК "Хасково 2009")

Klub został założony w 1957 roku jako Dimityr Kanew i był następcą miejscowych klubów Botew (powstały 1922), Byłgaria, Rodina, Dinamo, Spartak i Aszika. W 1972 roku klub zmienił nazwę na DFS Chaskowo, a od 1985 nazywał się FK Chaskowo. W swojej dotychczasowej historii klub rywalizował przeważnie w Grupie "B" Mistrzostw Bułgarii. Jedynie w latach 1978–1979, 1981–1984, 1990–1991 i 1992–1993 występował w Grupie "A". A po zakończeniu sezonu 2008/09 został rozformowany.
W tym że roku klub został reaktywowany jako PFK Chaskowo. Od 2009 do 2012 grał w lidze regionalnej, a w sezonie 2011/12 zespół wywalczył awans do Południowej Amatorskiej Grupy "W". Przed rozpoczęciem kolejnego sezonu klub zmienił nazwę na FK Chaskowo 2009. W sezonie 2012/13 awansował do Grupy "B", a w sezonie 2013/14 zajął końcowe 2. miejsce, zdobywając awans do I ligi bułgarskiej.

## Sukcesy

### Trofea międzynarodowe
Nie uczestniczył w rozgrywkach europejskich (stan na 31-05-2014).

### Trofea krajowe
| \| \| Zdobyte trofea w rozgrywkach Bułgarii (stan na: 31-05-2014) \| |                                                             |      |                                        |
| Rozgrywki                                                            | Osiągnięcie                                                 | Razy | Sezon(y)                               |
| · Mistrzostwo                                                        | I miejsce                                                   | 0    |                                        |
| · Mistrzostwo                                                        | II miejsce                                                  | 0    |                                        |
| · Mistrzostwo                                                        | III miejsce                                                 | 0    |                                        |
| · Mistrzostwo                                                        | 8. miejsce                                                  | 1    | 1982                                   |
| Puchar                                                               | zdobywca                                                    | 0    |                                        |
| Puchar                                                               | finalista                                                   | 0    |                                        |
| Puchar                                                               | półfinalista                                                | 1    | 1984                                   |
| II liga                                                              | I miejsce                                                   | 3    | 1978 (południe), 1981 (południe), 1992 |
| II liga                                                              | II miejsce                                                  | 2    | 1990, 2014                             |
| II liga                                                              | III miejsce                                                 | ?    |                                        |
| Bułgaria                                                             | Zdobyte trofea w rozgrywkach Bułgarii (stan na: 31-05-2014) |      |                                        |

## Stadion
Klub rozgrywa swoje mecze domowe na Stadionie Chaskowo w Chaskowie, który może pomieścić 18 000 widzów.